# Mons-en-Montois
Mons-en-Montois – miejscowość i gmina we Francji, w regionie Île-de-France, w departamencie Sekwana i Marna.
Według danych na rok 1990 gminę zamieszkiwało 326 osób, a gęstość zaludnienia wynosiła 52 osób/km² (wśród 1287 gmin regionu Île-de-France Mons-en-Montois plasuje się na 911. miejscu pod względem liczby ludności, natomiast pod względem powierzchni na miejscu 596.).